# 毋守素
毋守素（921年—973年），表字表淳，河中龙门（今山西运城）人，中国五代十国时期政权后蜀官员。

## 生平
父亲毋昭裔，毋守素年轻以秘书郎起家，历任户部员外郎、知制诰、中书舍人、工部侍郎，云安榷盐使。广政二十年（957年），毋守素拜工部尚书。当时毋昭裔仍判盐铁，但衰老不能亲自任职了，将事务都委任于判官李匡远，事务停滞。孟昶命毋守素代判，父子相代，世人颇以为荣。后来改判度支，领彭州刺史，有判盐铁。
后蜀于广政二十八年（965年）被宋朝灭亡后，毋守素仕宋，得授工部侍郎。次年，毋守素被兄子岳州司法毋正己弹劾居父丧期间娶妾，被免职。开宝初年为国子监祭酒。宋太祖征伐北汉，命他权知赵州，后来改知容州，兼本管水陆转运使。开宝六年（973年）卒，终年五十三岁。

## 子
- 毋克温，被孟昶召见，赐绯服
- 毋克恭，被孟昶召见，赐绯服，娶銮国公主
- 毋克勤，大中祥符三年（1010年）他向宋真宗献上毋昭裔所刻《文选》《初学记》《六帖》诸版，得补三班奉职。